# Mid-size car
Mid-size car är en benämning på familjebilar som används i USA och Australien. I Europa och flesta övriga delar av världen tillhör dessa bilar istället storbilsklass, inom EU benämnt D-segment.